# Куазь
Куа́зь (Квазь) — одне з верховних божеств в традиційних віруваннях удмуртів, пов'язане з погодою та атмосферними явищами. Персонаж казок, наприклад «Улюбленець Квазя». Був подавцем дощу. На думку Миколи Первухіна — це володар простору між небом та землею, тобто атмосфери та атмосферних явищ. Однак, це божество мало дуже обмежене поширення та функції його не до кінця з'ясовані. Уявлення про бога були поширені в основному серед північних удмуртів, інші позначали цим словом погоду, її стан (куазь зоре — йде дощ). Куазю молились під ялиною, яка сприймалась як його деревом. Часто йому жертвували коня чи жеребця. Шкіри жертв вішали на свячену ялину. Поступово Куазь зближується та зливається з образами Інмара та Килдисіна.
На думку Владислава Владикіна, Куазь виник в фіно-угорський період — мансійське слово kwores означає «небо», Нумі-Куорезь — міфічна особа, яка володіла середнім небом. Андрій Бутолін та В. С. Чураков вважають, що ім'я виникло внаслідок злиття двох удмуртських слів — куа та азь. Тобто воно перекладається як «той, хто знаходиться перед будинком молитов». Ймовірно це відноситься до тих часів, коли в удмуртів ідолів встановлювали біля своїх молитовних будинків.